# Mirjam Koen
Mirjam Koen (1948) is een Nederlands actrice en regisseur. 
Na haar middelbare school aan de Werkplaats Kindergemeenschap in Bilthoven, waar ze de hoofdrol vertolkte als Iphigineia in Iphigeneia in Tauris van Euripides, vervolgde zij haar opleiding aan de Toneelschool in Amsterdam. Vanaf de oprichting in 1972 tot de opheffing van het gezelschap in 2012, was zij verbonden aan het Onafhankelijk Toneel. Met de regie van Gorki’s Zomergasten, locatietoneel in een villa in Wassenaar (1980), maakte zij de overstap van acteren naar regie. Mirjam Koen was een van de drie artistieke leiders van het Onafhankelijk Toneel.

## Geregisseerde stukken

### Toneel
- Zomergasten (Maksime Gorki)
- Affaire B
- Design for Living (Noël Coward)
- Stuk zonder titel, naar Platonov (Anton Tsjechov)
- Vrouwen van Ibsen, een eigen creatie
- De vrouw van de zee (Henrik Ibsen)
- De woudduivel (goed voor de Prijs van de Kritiek en de Prosceniumprijs)
- Ivanov (Anton Tsjechov)
- Caligula van Albert Camus
- De Zwarte met het Witte Hart naar de gelijknamige roman van Arthur Japin (2007)
- Het huis van de stilte (2009)
- Drenkeldode (2009), een eigen bewerking van Henrik Ibsens Kleine Eyolf.

In 2001 zette zij John Gabriël Borkman (Henrik Ibsen) op de planken, als gastregisseur bij Toneelgroep Amsterdam.

### Opera
Daarnaast regisseerde zij diverse operaproducties, in samenwerking met Gerrit Timmers, waaronder:
- Così fan tutte, (Mozart)
- Rodelinda, (G.F. Händel)
- Samson (G.F. Händel)
- L'Incoronazione di Poppea (Claudio Monteverdi)

## Prijzen
Aan de productie De Woudduivel werd de Prijs van de Kritiek en de Prosceniumprijs toegekend. In 2017 kreeg Koen de ACT Award van de belangenorganisatie voor acteurs (ACT).
- International Standard Name Identifier: 0000 0003 8810 5757
- Nederlandse Thesaurus van Auteursnamen: 147075610
- Virtual International Authority File: 281173620